# Лук'янівське єврейське кладовище
Лук'я́нівське євре́йське кладови́ще — єврейське кладовище (кіркут) у Києві, на Лук'янівці, нині практично втрачене.

## Опис
На початку існування цей великий некрополь займав площу понад 25 га. Його оточувала капітальна стіна з арковими брамами, на терені кладовища містилася контора, відспівувальня, інші ритуальні споруди (архітектор — Володимир Ніколаєв). Тут були поховані десятки тисяч євреїв. Серед різноманітних поховань виділявся фамільний склеп знаменитих цукрозаводчиків Бродських; тут же покоїлися лідери київських сіоністів доктор Макс Мандельштам, Бер Борохов,класик історії медицини  Савелій Григорович Ковнер, философ М.І. Перлин кілька єврейських праведників — цадиків, головний рабин Києва Вайсблат Нухим. До єврейського кладовища з заходу прилучалося караїмське кладовище.
З 1983 року на території Лук'янівського єврейського кладовища споруджено новий телевізійний центр, на місці караїмського кладовища діє спортивний комплекс. Від величезної кількості поховань залишилося кілька могил неподалік від пам'ятника «Менора». Єврейська громада міста Сан-Франциско (США) надала кошти[коли?] для обнесення їх символічною огорожею. У колишньому приміщенні кладовищенської контори (нині вул. Юрія Іллєнка, 44) діяла база хокеїстів. Зараз згідно з розпорядженням Кабінету Міністрів України «Про затвердження плану заходів у зв'язку з 75-ю річницею трагедії Бабиного Яру» приміщення на вул. Ю.Іллєнка, 44 передано Національному історико-меморіальному заповіднику «Бабин Яр» для створення Меморіального музею пам'яті жертв трагедії Бабиного Яру.

## Історія
Єврейське кладовище на тодішній околиці Києва — Лук'янівці — було відкрите в 1894 році на просторі між сучасною вулицею Юрія Іллєнка та Реп'яховим яром у зв'язку з тим, що на старому кладовищі для поховання юдеїв, яке містилося на Звіринці, вже не було вільного місця для поховань.
У 1937 році кладовище було закрите для поховань.
За нацистської окупації багато могил були зруйновані й опоганені.
У серпні-вересні 1943 року сотні кам'яних надгробків використовували для спорудження багать, на яких спалювалися тіла убитих у Бабиному Ярі. Ще більш варварському руйнуванню кладовище піддали наприкінці 1950-х років.
З 1958 року чимало могил з кладовища, яке було заплановано офіційно ліквідувати, перенесені на нове Міське кладовище, яке розміщувалося на північно-західній околиці міста, у місцевості Берковець.
У 1962 році міськвиконком офіційно ухвалив ліквідувати некрополь. Стіну розібрали (лишився тільки фрагмент), ритуальні приміщення знесли, переважну частину поховань розорили, а надгробки знищили чи розграбували. У поодиноких випадках здійснювалося переміщення праху за кордон (так було з могилою засновника партії Поалей-Ціон Бера Борохова, яка з 1963 року міститься в Ізраїлі).

## Зображення

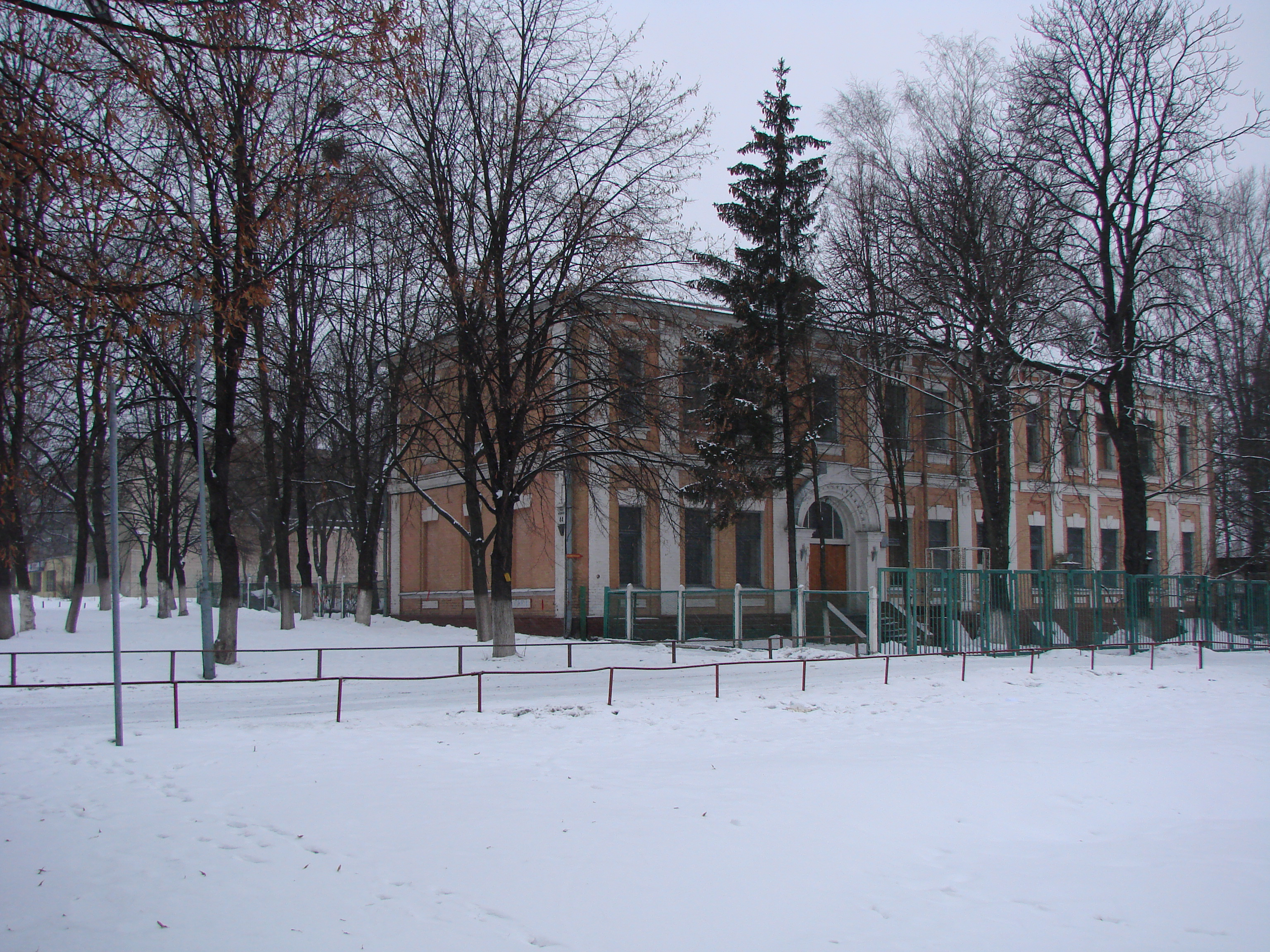
Будинок контори єврейського кладовища
Головна брама кладовища, відновлена 2021 за оригінальним проєктом В. М. Ніколаєва
Пам'ятний знак «Менора» на честь євреїв, що загинули у Бабиному Яру
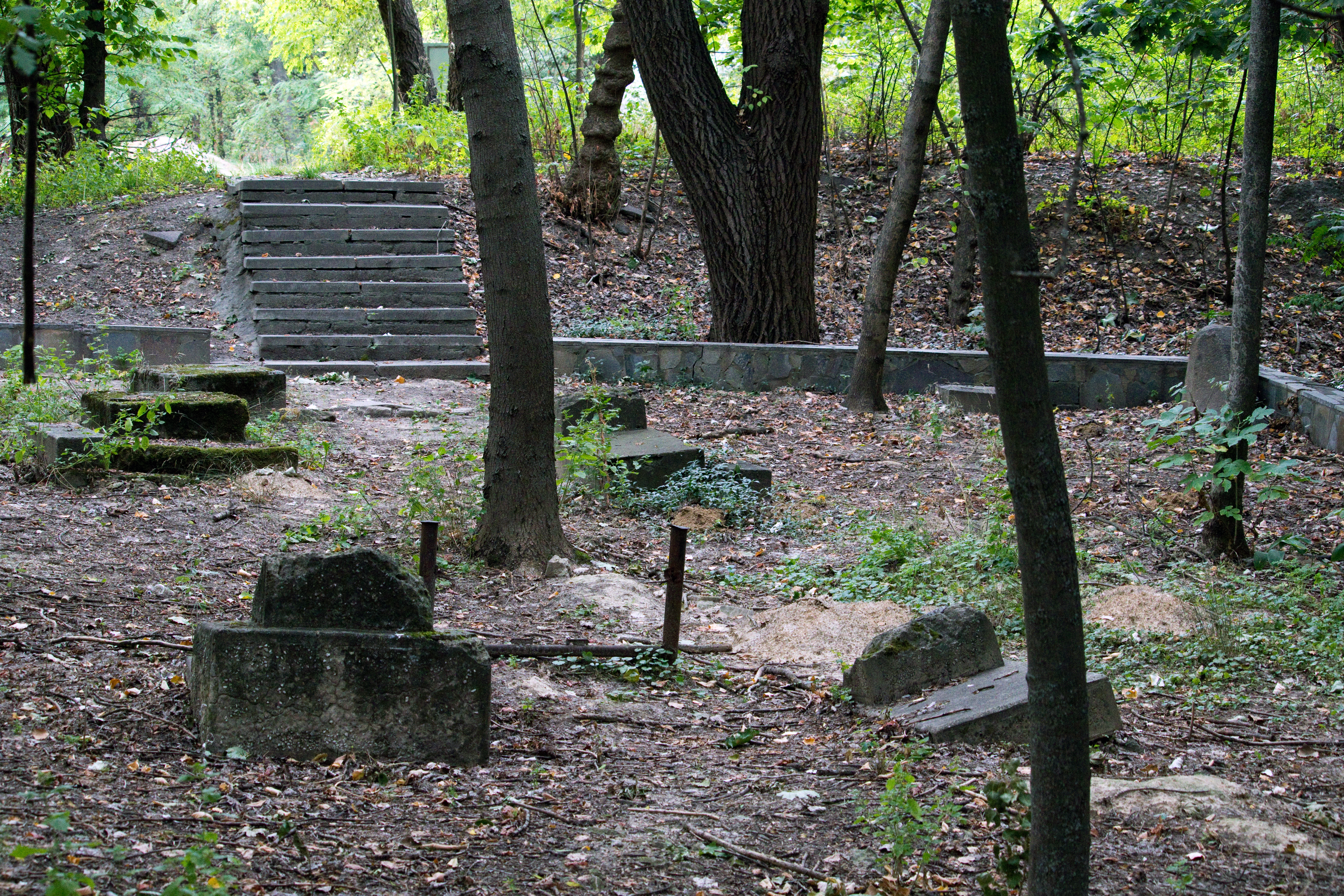
Рештки Лук'янівського єврейського кладовища
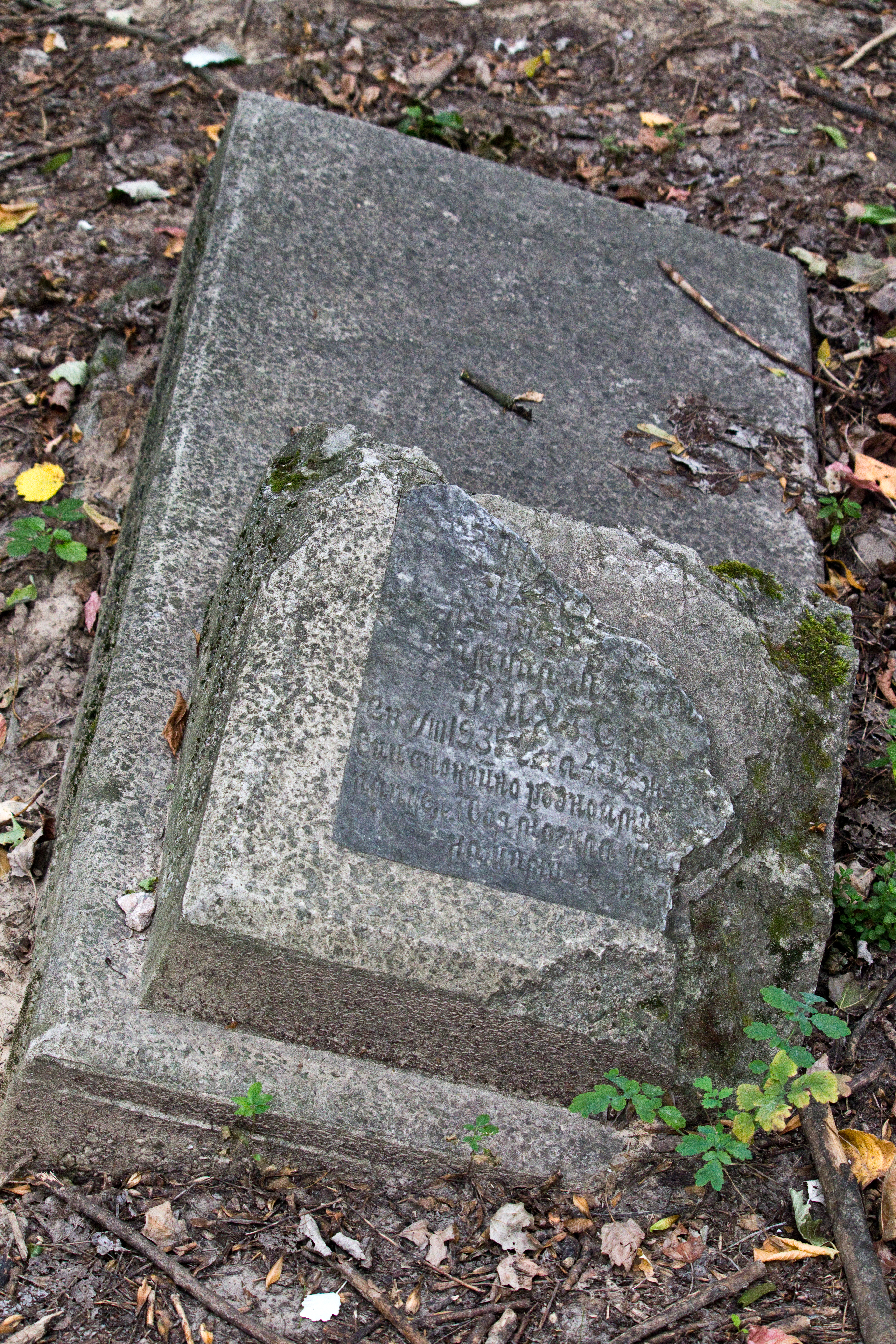
Рештки Лук'янівського єврейського кладовища
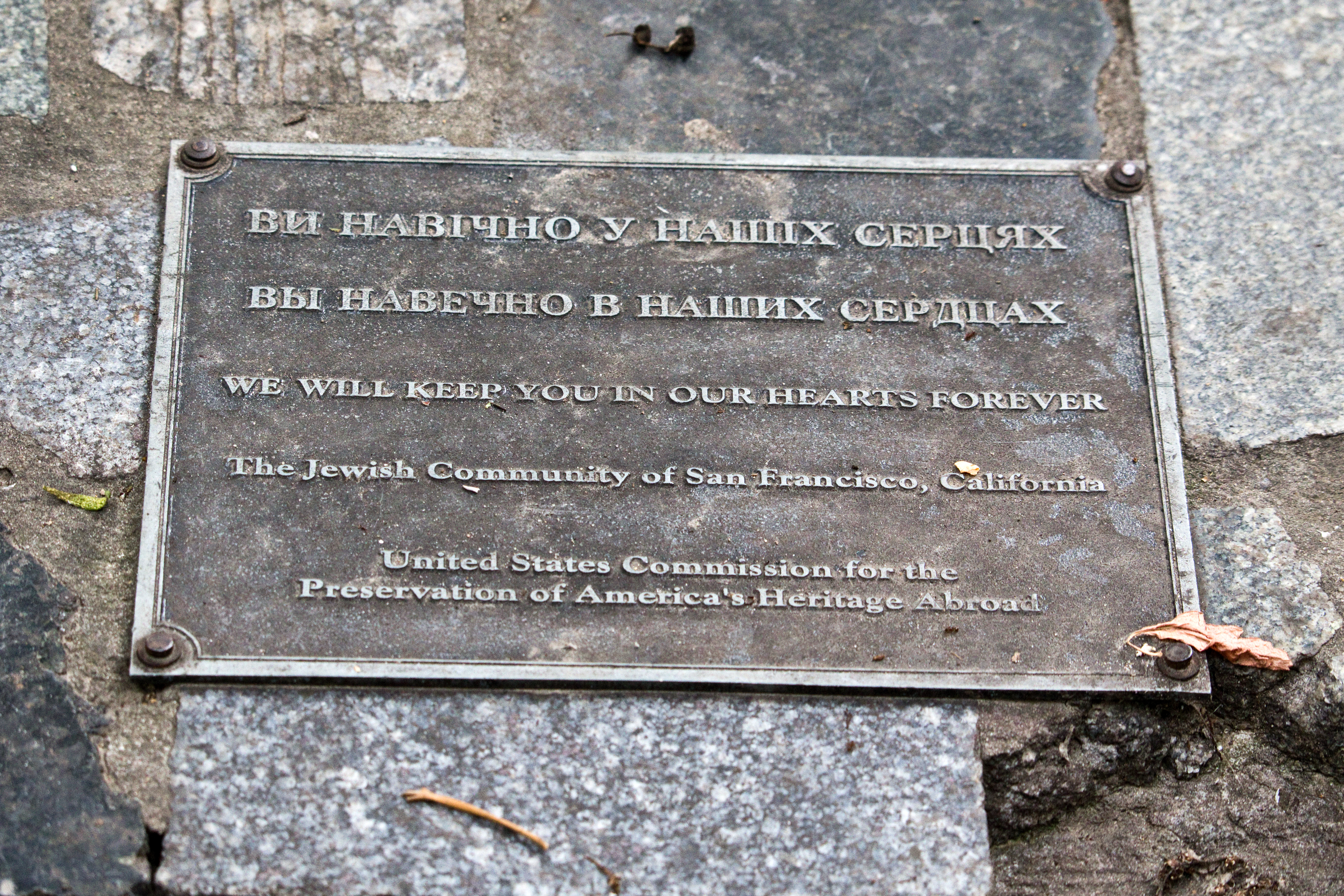